# まいけるひとし
Michael Hitoshi（まいけるひとし、1967年 - ）は、日本の写真家・アーティスト。香川県高松市出身。
東京と米ロサンゼルスを拠点に活躍する航空写真の世界的第一人者である。

## 略歴
ニースからパリに向かう早朝、機中から見たエアリアルビューの美しさに魅せられ、航空写真家としての道を歩むことを決意する。
街全体が日没後、薄明かりの自然光から、街灯や屋根・窓に溢れる人工光に移ってゆく、わずかな時間に、ヘリコプターで被写体の5000フィート上空 (1524m 東京タワーの4.5倍) で激しく揺れるヘリコプターから身を乗り出し、真俯瞰でシャッターを切る。
時間と共に急激に変化する光の色彩を配置、質感と立体感のある平面を制作することを得意としており、それぞれの都市が持つ自然光とインフラ構造、そこで生きる人々のインターアクション（相互作用）によって作り出された独自の光で彩られる都市空間が魅力だと述べている。
作品の表現にはカラーネガフィルムを使用。印画紙に焼き付けるCタイププリントと言われる技法によるもの。一貫してクラシカルなプリント法をポリシーとしている。
上空から真俯瞰で撮影された写真は世界中で前例がなく、まいけるひとし氏が世界初である。2009年に発表した"Checker board" シリーズを皮切りに、2013年に発表した "LINE" シリーズは、写真界のアカデミー賞と言われるインターナショナルフォトグラファーアワード(USA) スペシャル部門 最優秀賞を受賞。日本人写真家としてカーネギーホールで表彰される。その他、プロフェッショナル写真コンテストのハッセルブラッドマスターズ(UK)ファイナリストやPX3(France)最優秀賞などを受賞している。

## 人物・エピソード
- ヘリコプターで3,000〜10,000フィート上空から撮影をしているが、本人は高所恐怖症である。[2]

## 受賞歴
- 2009年 PX3 Prix de la Photographie Paris(France)
- 2010年 4TH PHOTOGRAPHY MASTERS CUP (USA)
- 2010年 International Photography Awards (USA)
- 2011年 PX3,Prix de la Photographie Paris(France) Bronze in the Naturecategory 銅賞
- 2011年 LONDON INTERNATIONAL CREATIVE COMPETITION (UK) ショートリスト
- 2012年 International Photography Awards (USA) 3rd place in Cityscapes category. 銅賞
- 2012年 LONDON INTERNATIONAL CREATIVE COMPETITION (UK)
- 2012年 PX3,Prix de la Photographie Paris(France) First Prize 最優秀賞
- 2013年 Hasselblad Masters  Finalists 2014 ファイナリスト
- 2013年 one eyeland (India) silver winner architecture aerial category 銀賞
- 2013年 Photo La Emerging Focus (USA) Grand Prize 最優秀賞
- 2013年 American Aperture Awards in the Cityscpe category (USA)
- 2013年 International Photography Awards(USA)Photographer of the Year in the Special category　最優秀賞
- 2014年 International Color Awards Masters Cup (USA) 3rd place in aerial category 銅賞
- 2014年 PDN Photo annual (USA) 1st Place 最優秀賞
- 2014年 PX3,Prix de la Photographie Paris(France) First Prize in the Nature category 最優秀賞
- 2014年 International Photography Awards (USA) 3rd place in Cityscapes category. 銅賞
- 2014年 PX3,Prix de la Photographie Paris(France) People's Choice awards First Prize in the Fine Art category 最優秀賞
- 2015年 SIENA International Photography Awards (Italy) Finalist

## 個展
- 2010年"Radiating"  ice space gallery
- 2011年"Dusk" ice space gallery
- 2012年"Prix Of La Photographie Paris"　Espace Dupon, paris
- 2012年"twilight"   tokyo arts gallery
- 2013年"line" Hasselblad gallery
- 2013年"line" tokyo arts gallery
- 2013年 Daikaiga-ten in shibuya Seibu/Tokyo(Group Exhibition)
- 2013年 G-seoul art fair 13 /seoul (art fair)
- 2013年 西武池袋本店　～ライン～
- 2014年 fotofever paris
- 2014年 photo La the 23rd international los angeles photographic art exposition
- 2014年 ART NAGOYA
- 2014年 The Fence Brooklyn Bridge Park
- 2014年"Access" Tokyo arts gallery
- 2015年"空を舞うと何かがある" There is something if you soar in the sky. 銀座.伊東屋　G,Itoya
- 2015年 Formosa Art Show   Humble House Taipei
- 2016年"There is something if you soar in the sky."  PI Gallery
- 2016年 PHOTO INDEPENDENT  Raleigh Studios Hollywood
- 2016年"There is something if you soar in the sky."  H.P.FRANCE WINDOW GALLERY MARUNOUCHI*
- 2017年 Premium Furniture &Art   西武渋谷店
- 2017年"Block Design"    Tanaka Yaesu Garyu
- 2017年"There is something if you soar in the sky."   そごう広島店
- 2017年"Block Design"  西武渋谷店
- 2018年 New art collection  松坂屋名古屋店南館
- 2018年"Speed" Tanaka Yaesu Garou
- 2019年 ART FORMOSA TAIPEI
- 2020年 hpgrp GALLERY TOKYO Summer Group Exhibition
- 2021年 大丸札幌店 D's Lounge
- 2022年"立方体の秩序と円錐の不調和"
- 2022年"未知なる空港"　高松空港[3][4]
- 2022年"Unknown airport"　Leica Tokyo[5]
- 2023年"Unknown airport"　Leica 松坂屋名古屋店[6]
- 2023年"2100年に捧げる記憶"　西武渋谷店美術画廊[7]
- 2023年"Unknown airport"　Leica 大丸心斎橋店[8]
- 2024年"Osaka Art & Design 2024 (Art Fair) 2100年に捧げる記憶"　阪急メンズ大阪
- 2025年"NOISE"　松坂屋名古屋店[9]
- 2025年"NOISE"　大丸東京店[10]

## パブリックコレクション
- 2022年 高松市役所（Takamatsu City Hall）
- 2022年 高松空港（Takamatsu Airport）[11]

## 文献

### 著書
- 『Line』 桜花出版、2014年、ISBN 4434189166

### 作品集
- 『VICTOR』 HASSELBLAD